# Primeira Liga 2022-23
La temporada 2022-23 de la Primeira Liga fue la 89.ª temporada de la Primeira Liga, la liga de fútbol de primer nivel en Portugal. Comenzó el 5 de agosto de 2022, y finalizó el 27 de mayo de 2023. El torneo es organizado por la Liga Portuguesa de Fútbol Profesional (LPFP), una división de la Federación Portuguesa de Fútbol (FPF).

## Formato
Los 18 clubes participantes juegan entre sí 2 veces (17 partidos de local, 17 de visitante) totalizando 34 partidos cada uno, al término de la fecha 34, el club que termine en primer lugar se coronará campeón y clasificará a la fase de grupos de la Liga de Campeones de la UEFA 2023-24, el segundo será subcampeón y también obtendrá un cupo directo a la fase de grupos de la Liga de Campeones de la UEFA 2023-24; por otro lado, el tercer lugar se clasificará a la Tercera ronda de la Liga de Campeones de la UEFA 2023-24. El cuarto lugar a la Tercera ronda de clasificación  de la Liga de Conferencia Europa y quinto obtendrá su pase a la Segunda ronda de clasificación  de la Liga de Conferencia Europa. Los dos últimos equipos clasificados descenderán directamente a la LigaPRO 2023-24 y serán reemplazados por el campeón y el subcampeón de la Liga Pro 2022-23. El 16.º clasificado jugará un play-Off de permanencia contra el tercer clasificado de la Liga Pro 2022-23.
Un tercer cupo para la fase de grupos de la Liga Europa de la UEFA 2023-24 será asignado al campeón de la Taça de Portugal 2022-23, en caso de que el ganador ya estuviera clasificado a la Liga de Campeones, el cupo recayó sobre el tercer clasificado.

## Equipos participantes

### Ascensos y descensos
| Pos. | Descendidos de 1.ª División |
| ---- | --------------------------- |
| 16.º | Moreirense                  |
| 17.º | Tondela                     |
| 18.º | Belenenses                  |

| Pos. | Ascendidos de 2.ª División |
| ---- | -------------------------- |
| 1.º  | Rio Ave                    |
| 2.°  | Casa Pia                   |
| 3.°  | Chaves                     |

### Datos
| Equipos              | Ciudad                 | Fundación                | Estadio                         | Capacidad | Entrenador          | Marca       | Patrocinador                 |
| -------------------- | ---------------------- | ------------------------ | ------------------------------- | --------- | ------------------- | ----------- | ---------------------------- |
| Arouca               | Arouca                 | 25 de diciembre de 1951  | Estadio Municipal de Arouca     | 5.000     | Armando Evangelista | Skita       | Construções Carlos Pinho     |
| Benfica              | Lisboa                 | 28 de febrero de 1904    | Estádio da Luz                  | 64.642    | Roger Schmidt       | Adidas      | Emirates                     |
| Boavista             | Oporto                 | 1 de agosto de 1903      | Estadio do Bessa                | 37.593    | Petit               | Kelme       | Placard                      |
| Casa Pia             | Lisboa                 | 3 de julio de 1920       | Estadio Nacional de Portugal    | 5.000     | Felipe Martins      | Macron      | ESC Online                   |
| Chaves               | Chaves                 | 27 de septiembre de 1949 | Estadio Municipal de Chaves     | 8.400     | Vítor Campelos      | Lacatoni    | Forte de São Francisco Hotel |
| Estoril              | Estoril                | 17 de mayo de 1939       | Estadio António Coimbra da Mota | 8.015     | Bruno Pinheiro      | Kappa       | Solverde                     |
| Famalicão            | Vila Nova de Famalicão | 21 de agosto de 1931     | Estadio Municipal 22 de Junio   | 5.307     | João Pedro Sousa    | Macron      | Placard                      |
| Gil Vicente          | Barcelos               | 3 de mayo de 1924        | Estádio Cidade de Barcelos      | 12.504    | Ricardo Soares      | Lacatoni    | Barcelos Tourism             |
| Marítimo             | Funchal                | 20 de septiembre de 1910 | Estadio dos Barreiros           | 10.932    | Vasco Seabra        | Puma        | Betano                       |
| Paços de Ferreira    | Paços de Ferreira      | 5 de abril de 1950       | Estadio da Mata Real            | 9.076     | César Peixoto       | Joma        | Solverde                     |
| Portimonense         | Portimão               | 14 de agosto de 1914     | Estadio Municipal de Portimão   | 5.870     | Paulo Sérgio        | Mizuno      | Ceremony                     |
| Porto                | Oporto                 | 28 de septiembre de 1893 | Estádio do Dragão               | 52.000    | Sergio Conceição    | New Balance | MEO                          |
| Rio Ave              | Vila do Conde          | 10 de mayo de 1939       | Estádio dos Arcos               | 9.065     | Luís Freire         | Puma        | MEO                          |
| Santa Clara          | Ponta Delgada          | 12 de mayo de 1927       | Estadio de São Miguel           | 10.000    | Mário Silva         | Kelme       | Solverde                     |
| Sporting Braga       | Braga                  | 19 de enero de 1921      | Estádio Municipal de Braga      | 30.286    | Artur Jorge         | Hummel      | Betano                       |
| Sporting de Portugal | Lisboa                 | 1 de julio de 1906       | Estádio José Alvalade           | 52.000    | Rúben Amorim        | Nike        | Betano                       |
| Vitória de Guimarães | Guimarães              | 22 de septiembre de 1922 | Estadio Dom Afonso Henriques    | 30.000    | Pepa                | Macron      | Placard                      |
| Vizela               | Vizela                 | 1 de enero de 1939       | Estádio do FC Vizela            | 6.100     | Álvaro Pacheco      | Lacatoni    | Vizela Tourism               |

## Desarrollo

### Clasificación
| Pos. | Equipo                | Pts. | PJ | G  | E  | P  | GF | GC | Dif. | Clasificación 2023-24                       |
| ---- | --------------------- | ---- | -- | -- | -- | -- | -- | -- | ---- | ------------------------------------------- |
| 1    | Benfica (C)           | 87   | 34 | 28 | 3  | 3  | 82 | 20 | +62  | Fase de grupos de la Liga de Campeones      |
| 2    | Porto                 | 85   | 34 | 27 | 4  | 3  | 73 | 22 | +51  | Fase de grupos de la Liga de Campeones      |
| 3    | Sporting Braga        | 78   | 34 | 25 | 3  | 6  | 75 | 30 | +45  | Tercera ronda de la Liga de Campeones       |
| 4    | Sporting de Portugal  | 74   | 34 | 23 | 5  | 6  | 71 | 32 | +39  | Fase de grupos de la Liga Europa            |
| 5    | Arouca                | 54   | 34 | 15 | 9  | 10 | 36 | 37 | −1   | Tercera ronda de la Liga Europa Conferencia |
| 6    | Vitória de Guimarães  | 53   | 34 | 16 | 5  | 13 | 33 | 39 | −6   | Segunda ronda de la Liga Europa Conferencia |
| 7    | Chaves                | 46   | 34 | 12 | 10 | 12 | 35 | 40 | −5   |                                             |
| 8    | Famalicão             | 44   | 34 | 13 | 5  | 16 | 39 | 46 | −7   |                                             |
| 9    | Boavista              | 44   | 34 | 12 | 8  | 14 | 43 | 54 | −11  |                                             |
| 10   | Casa Pia              | 41   | 34 | 11 | 8  | 15 | 31 | 40 | −9   |                                             |
| 11   | Vizela                | 40   | 34 | 11 | 7  | 16 | 34 | 38 | −4   |                                             |
| 12   | Rio Ave               | 40   | 34 | 10 | 10 | 14 | 36 | 43 | −7   |                                             |
| 13   | Gil Vicente           | 37   | 34 | 10 | 7  | 17 | 32 | 41 | −9   |                                             |
| 14   | Estoril               | 35   | 34 | 10 | 5  | 19 | 33 | 49 | −16  |                                             |
| 15   | Portimonense          | 34   | 34 | 10 | 4  | 20 | 25 | 48 | −23  |                                             |
| 16   | Marítimo (D)          | 26   | 34 | 7  | 5  | 22 | 33 | 64 | −31  | Play-offs de promoción de categoría         |
| 17   | Paços de Ferreira (D) | 23   | 34 | 6  | 5  | 23 | 26 | 62 | −36  | Descenso de categoría                       |
| 18   | Santa Clara (D)       | 22   | 34 | 5  | 7  | 22 | 26 | 58 | −32  | Descenso de categoría                       |

Actualizado a los partidos jugados el 23 de junio de 2023.
 Fuente: Soccerway
Criterios de clasificación: 1) Puntos; 2) Puntos entre sí; 3) Diferencia de goles en los partidos entre sí; 4) Goles de visitante en los partidos entre sí; 5) Diferencia de goles; 6) Mayor número de victorias; 7) Goles marcados; 8) Play-off.
Notas:
1. ↑  Dado que los finalistas de la Copa de Portugal 2022-23, el Sporting Braga y el Porto, están en en zona de clasificación para la Champions League, en función de sus posiciones en la liga, la plaza de la Europa League, otorgada al campeón de la Copa de Portugal, se transfiere al equipo de la Primeira Liga, mejor clasificado que no esté clasificado para esta competición, que es el equipo ubicado en el sexto lugar.

### Evolución de la clasificación
| Equipo               | 01 | 02 | 03  | 04 | 05 | 06 | 07 | 08 | 09 | 10 | 11 | 12 | 13 | 14  | 15  | 16  | 17  | 18   | 19   | 20 | 21 | 22 | 23 | 24 | 25  | 26 | 27 | 28 | 29 | 30 | 31 | 32 | 33 | 34 |
| -------------------- | -- | -- | --- | -- | -- | -- | -- | -- | -- | -- | -- | -- | -- | --- | --- | --- | --- | ---- | ---- | -- | -- | -- | -- | -- | --- | -- | -- | -- | -- | -- | -- | -- | -- | -- |
| Benfica              | 2  | 2  | 3*  | 1  | 1  | 1  | 1  | 1  | 1  | 1  | 1  | 1  | 1  | 1   | 1   | 1   | 1   | 1    | 1    | 1  | 1  | 1  | 1  | 1  | 1   | 1  | 1  | 1  | 1  | 1  | 1  | 1  | 1  | 1  |
| Porto                | 1  | 1  | 1   | 3  | 3  | 3  | 3  | 3  | 2  | 3  | 3  | 2  | 2  | 2   | 3   | 3   | 3   | 3*   | 2*   | 2  | 2  | 2  | 2  | 2  | 2   | 2  | 2  | 2  | 2  | 2  | 2  | 2  | 2  | 2  |
| Sporting Braga       | 8  | 5  | 2   | 2  | 2  | 2  | 2  | 2  | 3  | 2  | 2  | 3  | 3  | 3   | 2   | 2   | 2   | 2*   | 3*   | 3  | 3  | 3  | 3  | 3  | 3   | 3  | 3  | 3  | 3  | 3  | 3  | 3  | 3  | 3  |
| Sporting de Portugal | 9  | 6  | 10  | 13 | 9  | 7  | 8  | 7  | 5  | 4  | 6  | 5  | 4  | 4   | 4   | 4   | 4   | 4*   | 4*   | 4  | 4  | 4  | 4  | 4  | 4*  | 4  | 4  | 4  | 4  | 4  | 4  | 4  | 4  | 4  |
| Arouca               | 18 | 12 | 7   | 10 | 10 | 12 | 12 | 13 | 11 | 11 | 10 | 8  | 9  | 10  | 7   | 7   | 6   | 6*   | 7*   | 7  | 7  | 6  | 7  | 6  | 7   | 5  | 5  | 5  | 5  | 5  | 5  | 6  | 6  | 5  |
| Vitória de Guimarães | 6  | 4  | 5   | 8  | 11 | 9  | 9  | 9  | 9  | 6  | 4  | 6  | 6  | 6   | 6   | 6   | 7   | 7*   | 6*   | 5  | 5  | 5  | 5  | 5  | 5   | 6  | 6  | 6  | 7  | 6  | 6  | 5  | 5  | 6  |
| Chaves               | 12 | 9  | 11  | 6  | 6  | 10 | 11 | 11 | 10 | 9  | 11 | 12 | 8  | 9   | 9   | 9   | 8   | 8*   | 10*  | 8  | 9  | 13 | 13 | 13 | 11  | 11 | 11 | 10 | 10 | 8  | 7  | 7  | 7  | 7  |
| Famalicão            | 16 | 18 | 16  | 15 | 16 | 16 | 16 | 15 | 15 | 14 | 14 | 14 | 15 | 14  | 13  | 14  | 14  | 14*  | 12*  | 15 | 13 | 10 | 12 | 9  | 9   | 10 | 9  | 8  | 6  | 7  | 8  | 8  | 8  | 8  |
| Boavista             | 4  | 3  | 6   | 9  | 5  | 5  | 5  | 6  | 6  | 7  | 7  | 9  | 11 | 12* | 10* | 12* | 11* | 11** | 9**  | 9  | 11 | 8  | 8  | 10 | 12  | 13 | 12 | 12 | 11 | 12 | 10 | 11 | 10 | 9  |
| Casa Pia             | 10 | 14 | 9   | 7  | 7  | 6  | 6  | 4  | 4  | 5  | 5  | 4  | 5  | 5   | 5   | 5   | 5   | 5*   | 5*   | 6  | 6  | 7  | 6  | 7  | 6   | 7  | 8  | 9  | 9  | 10 | 9  | 10 | 9  | 10 |
| Vizela               | 7  | 11 | 12  | 11 | 12 | 13 | 15 | 14 | 12 | 13 | 12 | 13 | 13 | 11  | 12  | 8   | 9   | 9*   | 8*   | 10 | 8  | 11 | 9  | 11 | 10  | 8  | 7  | 7  | 8  | 9  | 11 | 9  | 11 | 11 |
| Rio Ave              | 15 | 16 | 15  | 14 | 13 | 14 | 13 | 10 | 13 | 12 | 13 | 11 | 10 | 7   | 8   | 10  | 10  | 10*  | 11*  | 11 | 12 | 9  | 11 | 8  | 8   | 9  | 10 | 11 | 12 | 11 | 12 | 12 | 12 | 12 |
| Gil Vicente          | 5  | 10 | 13  | 12 | 14 | 11 | 10 | 12 | 14 | 15 | 16 | 16 | 16 | 16  | 16  | 15  | 15  | 15*  | 15*  | 14 | 14 | 12 | 10 | 12 | 13* | 12 | 13 | 13 | 14 | 14 | 14 | 13 | 13 | 13 |
| Estoril              | 3  | 8  | 8   | 5  | 8  | 8  | 7  | 8  | 7  | 8  | 8  | 10 | 12 | 13* | 14* | 13* | 13* | 13** | 14** | 13 | 15 | 15 | 15 | 15 | 15  | 15 | 15 | 15 | 15 | 15 | 15 | 15 | 15 | 14 |
| Portimonense         | 14 | 7  | 4   | 4  | 4  | 4  | 4  | 5  | 8  | 10 | 9  | 7  | 7  | 8   | 11  | 11  | 12  | 12*  | 13*  | 12 | 10 | 14 | 14 | 14 | 14  | 14 | 14 | 14 | 13 | 13 | 13 | 14 | 14 | 15 |
| Marítimo             | 17 | 17 | 18  | 18 | 18 | 18 | 18 | 18 | 18 | 18 | 17 | 17 | 17 | 17  | 17  | 17  | 17  | 17*  | 17*  | 17 | 17 | 16 | 16 | 16 | 17  | 16 | 16 | 16 | 16 | 16 | 16 | 16 | 16 | 16 |
| Paços de Ferreira    | 13 | 15 | 17* | 17 | 17 | 17 | 17 | 17 | 17 | 17 | 18 | 18 | 18 | 18  | 18  | 18  | 18  | 18   | 18   | 18 | 18 | 18 | 18 | 18 | 16  | 17 | 17 | 17 | 17 | 17 | 17 | 17 | 17 | 17 |
| Santa Clara          | 11 | 13 | 14  | 16 | 15 | 15 | 14 | 16 | 16 | 16 | 15 | 15 | 14 | 15  | 15  | 16  | 16  | 16*  | 16*  | 16 | 16 | 17 | 17 | 17 | 18  | 18 | 18 | 18 | 18 | 18 | 18 | 18 | 18 | 18 |

(*) Indica la posición del equipo con un partido pendiente
(**) Indica la posición del equipo con dos partidos pendientes

### Tabla de resultados cruzados
| Local \ Visitante    | ARO | BEN | BOA | CPI | CHA | EST | FAM | GVI | MAR | PAC | PRT | POR | RAV | STC | BRA | SCP | VGU | VIZ |
| -------------------- | --- | --- | --- | --- | --- | --- | --- | --- | --- | --- | --- | --- | --- | --- | --- | --- | --- | --- |
| Arouca               | —   | 0–3 | 1–2 | 2–0 | 1–0 | 2–0 | 4–1 | 1–0 | 1–0 | 1–1 | 4–0 | 0–1 | 0–1 | 1–0 | 0–6 | 1–0 | 2–2 | 1–0 |
| Benfica              | 4–0 | —   | 3–1 | 3–0 | 5–0 | 1–0 | 2–0 | 3–1 | 5–0 | 3–2 | 1–0 | 1–2 | 4–2 | 3–0 | 1–0 | 2–2 | 5–1 | 2–1 |
| Boavista             | 0–0 | 0–3 | —   | 0–0 | 1–1 | 1–0 | 1–2 | 1–0 | 1–1 | 1–0 | 4–2 | 1–4 | 3–2 | 2–1 | 1–1 | 2–1 | 2–1 | 2–2 |
| Casa Pia             | 0–0 | 0–1 | 2–0 | —   | 1–2 | 2–2 | 1–0 | 1–3 | 2–0 | 2–1 | 1–1 | 0–0 | 1–0 | 2–1 | 0–1 | 3–4 | 0–0 | 0–1 |
| Chaves               | 1–1 | 1–0 | 1–4 | 1–0 | —   | 1–1 | 0–2 | 3–1 | 2–1 | 2–0 | 2–0 | 1–3 | 1–1 | 0–0 | 1–2 | 2–3 | 0–1 | 1–1 |
| Estoril              | 2–0 | 1–5 | 2–1 | 2–0 | 0–2 | —   | 2–0 | 1–0 | 3–1 | 1–3 | 0–1 | 1–1 | 2–2 | 3–0 | 0–2 | 0–2 | 0–1 | 0–3 |
| Famalicão            | 0–1 | 0–1 | 4–0 | 1–0 | 1–2 | 1–0 | —   | 0–1 | 3–2 | 2–1 | 1–0 | 2–4 | 0–0 | 1–0 | 0–3 | 1–2 | 2–1 | 2–1 |
| Gil Vicente          | 1–1 | 0–2 | 3–1 | 1–0 | 0–0 | 0–1 | 0–0 | —   | 2–0 | 1–0 | 1–2 | 0–2 | 2–2 | 1–0 | 0–1 | 0–0 | 2–1 | 1–1 |
| Marítimo             | 1–1 | 0–3 | 4–2 | 1–2 | 1–2 | 1–0 | 0–0 | 1–2 | —   | 3–1 | 0–1 | 0–2 | 2–2 | 3–1 | 1–2 | 1–0 | 1–2 | 1–0 |
| Paços de Ferreira    | 1–1 | 0–2 | 1–3 | 2–3 | 1–1 | 0–3 | 1–3 | 2–1 | 0–1 | —   | 0–3 | 0–2 | 3–1 | 1–0 | 1–2 | 0–4 | 0–1 | 0–2 |
| Portimonense         | 0–2 | 1–5 | 0–1 | 1–2 | 1–0 | 1–1 | 1–0 | 1–0 | 2–1 | 1–0 | —   | 0–2 | 2–2 | 0–0 | 1–2 | 0–1 | 2–1 | 0–1 |
| Porto                | 5–1 | 0–1 | 1–0 | 2–1 | 3–0 | 3–2 | 4–1 | 1–2 | 5–1 | 4–0 | 1–0 | —   | 1–0 | 2–1 | 4–1 | 3–0 | 3–0 | 2–0 |
| Rio Ave              | 1–0 | 0–1 | 1–0 | 1–1 | 1–0 | 2–0 | 2–2 | 2–1 | 1–1 | 0–1 | 1–0 | 3–1 | —   | 1–0 | 2–3 | 0–1 | 0–1 | 0–1 |
| Santa Clara          | 1–2 | 0–3 | 2–2 | 0–0 | 1–1 | 3–1 | 1–3 | 3–2 | 2–1 | 1–1 | 1–0 | 1–1 | 0–2 | —   | 0–4 | 1–2 | 1–3 | 0–1 |
| Sporting Braga       | 2–0 | 3–0 | 1–0 | 0–1 | 0–1 | 4–1 | 4–1 | 1–0 | 5–0 | 3–0 | 4–1 | 0–0 | 2–0 | 5–3 | —   | 3–3 | 1–0 | 2–0 |
| Sporting de Portugal | 1–1 | 2–2 | 3–0 | 3–1 | 0–2 | 2–0 | 2–1 | 3–1 | 2–1 | 3–0 | 4–0 | 1–2 | 3–0 | 3–0 | 5–0 | —   | 3–0 | 2–1 |
| Vitória Guimarães    | 0–2 | 0–0 | 3–2 | 0–1 | 2–1 | 1–0 | 3–2 | 1–0 | 1–0 | 0–0 | 1–0 | 0–1 | 0–0 | 1–0 | 2–1 | 0–2 | —   | 3–0 |
| Vizela               | 0–1 | 0–2 | 1–1 | 3–1 | 0–0 | 0–1 | 0–0 | 2–2 | 3–0 | 1–2 | 1–0 | 0–1 | 3–1 | 0–1 | 0–4 | 1–2 | 3–0 | —   |

* Jornada pendiente.

## Partido de ascenso y descenso
El décimo sexto lugar de este torneo, Marítimo, jugó contra el tercer lugar de la Segunda División 2022-23, Estrela da Amadora, en partidos de ida y vuelta para determinar al último equipo integrante de la Primeira Liga de la próxima temporada.
- Los horarios corresponden al huso horario de verano portugués (UTC+1).

| Ida; 3 de junio de 2023 | Estrela da Amadora                | 2 – 1   | Marítimo            | Estadio José Gomes, Amadora                             |                                                         |
| 20:00                   | - Regis N'do 3' - Jean Felipe 80' | Reporte | - Cláudio Winck 87' | Asistencia: 6928 espectadores Árbitro(s): André Narciso | Asistencia: 6928 espectadores Árbitro(s): André Narciso |

| Vuelta; 11 de junio de 2023 | Marítimo                          | 2 – 1 (t. s.)(2 – 3 p.)(Global 3 – 3) | Estrela da Amadora | Estadio dos Barreiros, Madeira                            |                                                           |
| 20:15                       | - Xadas 18' - Jesús Ramírez 90+6' | Reporte                               | - Miguel Lopes 26' | Asistencia: 10.932 espectadores Árbitro(s): João Pinheiro | Asistencia: 10.932 espectadores Árbitro(s): João Pinheiro |

- Estrela da Amadora ganó en los penales 3-2 tras empatar 3-3 en el marcador global y ascendió a la Primeira Liga, Marítimo descendió a la Segunda Liga.

## Goleadores
| Pos. | Goleador                      | Equipo               | Goles |
| ---- | ----------------------------- | -------------------- | ----- |
| 1    | Gonçalo Ramos                 | Benfica              | 15    |
| 1    | João Mário                    | Benfica              | 15    |
| 3    | Francisco José Navarro Aliaga | Gil Vicente          | 13    |
| 3    | Mehdi Taremi                  | Porto                | 13    |
| 5    | Pedro Gonçalves               | Sporting de Portugal | 12    |